# Aenictus thailandianus
Aenictus thailandianus é uma espécie de formiga do gênero Aenictus.